# بلوسوم إلفمان
بلوسوم إلفمان (بالإنجليزية: Blossom Elfman)‏ (4 نوفمبر 1925 - 10 أبريل 2017)؛ كاتِبة وروائية أمريكية.

## روابط خارجية
- بلوسوم إلفمان على موقع IMDb (الإنجليزية)
- بلوسوم إلفمان على موقع قاعدة بيانات الفيلم (الإنجليزية)